# Arzberg (Oberfranken)
Arzberg este un oraș din districtul Wunsiedel, regiunea administrativă Franconia Superioară, landul Bavaria, Germania.